# Leon I., bizantski car
Leon I. Tračanin ili Lav I. (lat. Flavius Valerius Leo Augustus, grč. Λέων Α' ὁ Θρᾷξ, Leōn ha ho Thrax) (?, 401. – ?, 3. veljače 474.), bizantski car (457. – 474.), osnivač i prvi car iz Leonove dinastije. Bio je prvi car kojeg je okrunio carigradski patrijarh, nakon čega je to postalo dio krunidbene ceremonije.

## Životopis
Leon se rodio na području Balkana, vjerojatno u Traciji ili Daciji. Započeo je vojnu karijeru kao običan vojnik i 457. godine došao je do čina tribuna. Vjenčao se Verinom prije nego što je postao car. Nakon smrti cara Marcijana, magister militum Aspar dao ga je proglasiti za cara, jer sam zbog barbarskog podrijetla i pripadnosti arijanskom krivovjerju nije mogao obnašati tu dužnost. Bio je pripadnik germanskog naroda Alana. Leona I. je carigradski patrijarh okrunio za cara, a priznali su ga senat i vojska.

## Vanjska politika
Mirovni ugovor koji je sklopio car Teodozije II. s Perzijom je još uvijek bio na snazi, no Bizant je i dalje imao velikih problema na Balkanu, te u odnosima s Vandalima, te Zapadnim Rimskom Carstvom.
Atilino se carstvo raspalo, pa su na Balkan stigle dvije grupe Ostrogota. Na čelu jedne bio je Valamir, dok je drugu predvodio Teodorik Strabon. Valamir je često napadao i pljačkao zapadni Balkan, pa je car pristalo plaćati mali novčani iznos da bi osiguralo mir.  Teodorik Strabon, kojem je car dodijelio položaj magister millitum praesentalis je time stekao prevlast na istočnom Balkanu, pa je ugrozio Ostrogote, koje je predvodio Valamirov sin i nasljednik Teodorik Amalijac. To je ugrozilo Amalijčev položaj, pa ga je on pred carevu smrt izazvao i pobijedio. U isto vrijeme su novi barbarski narodi Avari, Slaveni i Bugari počeli prodirati preko Dunava. Car je 468. poslao veliku pomorsku ekspediciju protiv Vandala, koji su Bizantu bili veliki problem. Ekspedicijom je zapovjedao carev šogor Bazilisk, no pohod je završio fijaskom. Ekspedicija je ostvarila malen vojni učinak, ali je na njeno opremanje utrošena ogromna suma novaca.
Leon I. je imao veliki utjecaj i na prilike u Zapadnom Rimskom Carstvu te je 457. godinje potvrdio Majorijana za zapadnorimskog cara, a 467. je za novog cara postavio Antemija, koji mu je bio konkurencija za carski naslov, jer se vjenčao kćerkom prijašnjeg cara Marcijana. Nakon smrti cara Olibirija postavio je Julija Nepota za novog cara i poslao mu vojsku da zbaci Olibrijevog nasljednika Glicerija.

## Unutarnja politika i vjerska pitanja
Nakon što je Leon I. postao car prvi problem je bilo vjersko pitanje. U Aleksandriji su građani za patrijarha izabrali Timoteja Aelrusa. Nakon što se savjetovao s biskupima na istoku, car ga je silom svrgnuo s patrijarške stolice i zamijenio Timotejem Salofaciolusom. Godine 464. Carigrad je poharao strašan požar.
U samom početku Leonove vladavine, veliku ulogu je igrao magister militum Aspar, koji je Leona I. i postavio za cara. Prijetila je opasnost da se i u Bizantu dogodi da barbarski vojskovođe postavljaju careve po svojoj volji. Leon I. se tome odlučno suprotstavio i odlučio je novačiti Izaurijce, narod, koji je živio na području Male Azije. Car je tako ojačao svoj položaj, pa je Asparovog sina Ardabura optužio za izdaju i smijenio ga. Time je oslabio Asparov položaj, ali je on i dalje ostao jak. Car je ubrzo osnovao tjelesnu stražu, u kojoj su služili Izaurijci, a svoju je kćer Arijadnu vjenčao za njihova vođu Zenona. Aspar je međutim ponovno ojačao nakon neuspjeha pomorske ekspedicije protiv Vandala i uspio nametnuti Leonu svog sina Patricija za cezara. Godine 470. pobunio se magister militum Anagast u Traciji, a kada je car saznao da iza nje stoji Ardabur, odlučio je djelovati. Aspar i Ardabur su ubijeni u palači 471. godine, a teško ranjeni Patricije se morao odreći titule cezara. Zbog ovog pokolja Leon I. je dobio nadimak Mesar. Nakon pokolja započeli su progoni arijanaca, koji su podupirali Aspara. Do kraja Leonovog života, dominantan položaj je zadržao njegov zet Zenon.